# Großes Ochsenhorn
Das Große Ochsenhorn ist mit einer Höhe von 2511 m ü. A. die höchste Erhebung der Loferer Steinberge. Es erhebt sich im östlichen Teil der Steinberge aus der kleinen Wehrgrube, der Schneegrube und dem Fellerer Sand. Nach Osten entsendet es den Ochsenhornkamm, der über mittleres und kleines Ochsenhorn zum Vorderhorn hin abfällt. Nach Nordwesten entsendet es den Kamm des Sattelhorns, der die Schneegrube von der kleinen Wehrgrube trennt. Nach Westen ist das Ochsenhorn durch das Rotschartel vom Westteil der Steinberge getrennt. Nach Norden entsendet das große Ochsenhorn eine schroffe Felsflanke in die Schneegrube, nach Süden hingegen fällt es mit steilen Pfeilern und Wandabbrüchen zum Fellerer Sand hin ab. Über diese Pfeiler führen einige anspruchsvolle Kletterrouten.

## Wege
Der markierte Normalweg beginnt am Sattel des Sattelhorns, erfordert leichte Kletterei (I UIAA-Skala) und dauert etwa eine Stunde ab Sattelhorn. Es gibt drei mögliche Zustiege:
- über das Loferer Hochtal und die Schmidt-Zabierow-Hütte, markiert, 4 Stunden
- von St. Martin bei Lofer über den Schärdinger Steig, markiert, 3,5 Stunden, leichte Kletterei I
- von St. Ulrich am Pillersee über das Grieseltal und Rotschartel, nicht markiert, 4,5 Stunden

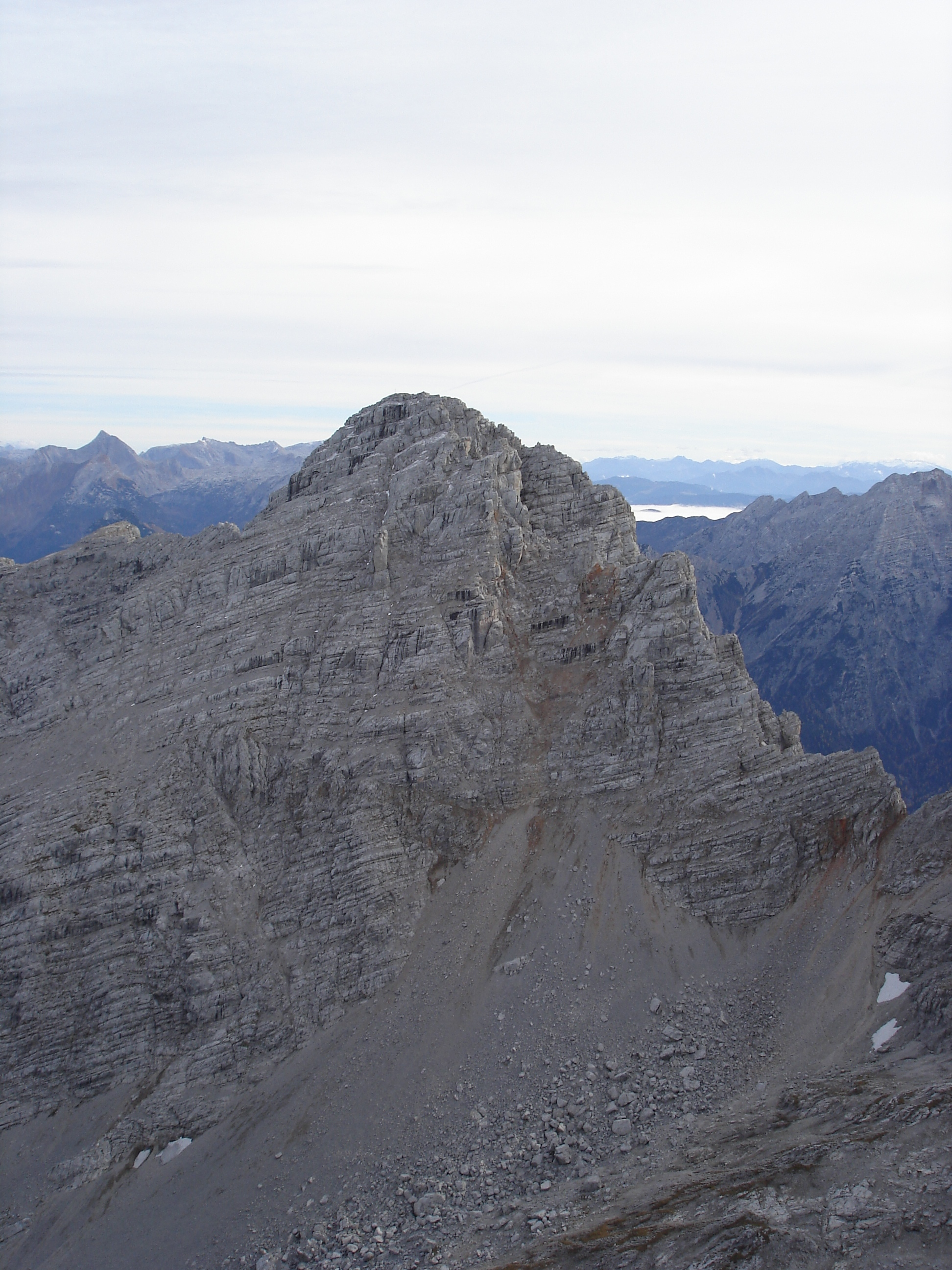
Ansicht aus Westen von Kreuzreifhorn
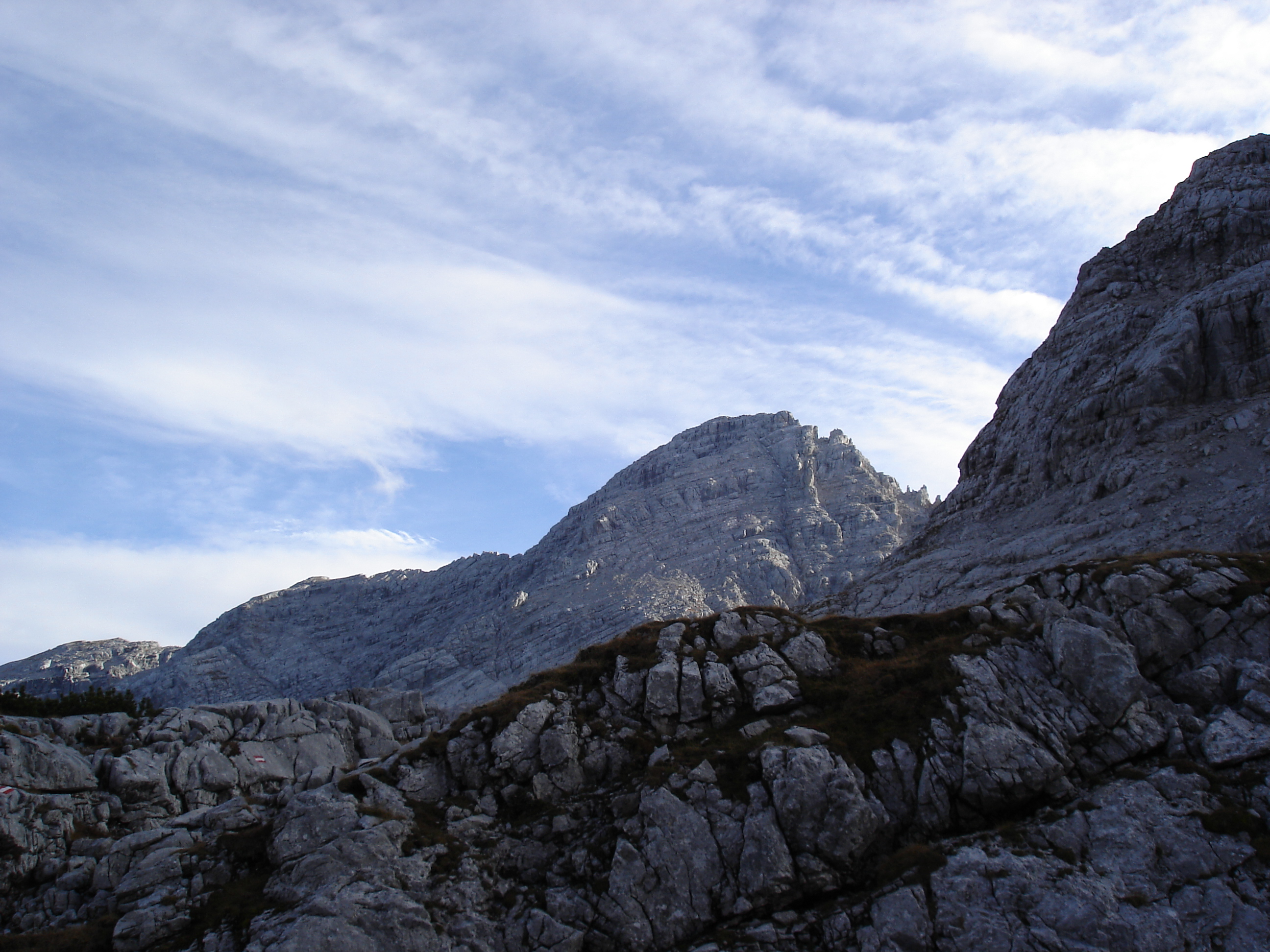
Blick auf das Große Ochsenhorn aus der Großen Wehrgrube